# Stymberek
Stymberek (586 m n.p.m.) – wzniesienie w Beskidzie Wyspowym, w zakończeniu, długiego, południowo-wschodniego ramienia Modyni, które poprzez Jasieńczyk, Klończyk, Spleźnię i Stymberek opada w widły potoku Jastrząbka i jego prawego dopływu.
Stymberek w całości znajduje się granicach wsi Jastrzębie w województwie małopolskim, w powiecie limanowskim, w gminie Łukowica. Jest porośnięty lasem, ale są na nim duże łąki i sady.